# Guyana Defence Force
La Guyana Defence Force (GDF) è il servizio militare della Guyana, fondata nel 1965. Conta circa 4150 soldati e ha basi militari in tutta la nazione.  Il comandante in capo della Defence Force è sempre il presidente della Guyana in carica.

## Storia
La GDF venne costituita il 1º novembre 1965. I membri della nuova Forza di Difesa vennero tratti dalla British Guiana Volunteer Force (BGVF), dalla Special Service Unit (SSU), dalla British Guiana Police Force (BGPF) e dai civili. L'addestramento venne fornito da istruttori britannici.
Nel gennaio 1969, la GDF affrontò la sua prima prova quando la Rivolta Rupununi, un sanguinoso movimento separatista nel sud della Guyana, tentò di annettere il territorio al Venezuela che venne contenuto 3 giorni dopo con un bilancio compreso tra 70 e 100 morti.
La GDF è parte integrante della nazione guyanese. Le risorse e l'equipaggiamento della GDF vengono utilizzati per aiutare altri guyanesi; esempi includono voli sanitari di pietà e la costruzione di strade e piste di atterraggio da parte del Genio.
L'arruolamento nella forza è volontario per ufficiali e soldati. L'addestramento di base è fatto all'interno delle scuole di formazione della GDF, che ha addestrato anche ufficiali e soldati del Commonwealth dei territori dei Caraibi. Tuttavia, gli ufficiali sono addestrati in due delle scuole britanniche di formazione ufficiali di fama mondiale: la Reale accademia militare di Sandhurst (addestramento di Fanteria) e il Britannia Royal Naval College (addestramento della Guardia Costiera).
L'addestramento e le competenze acquisite dai membri della GDF vengono utilizzati quando si spostano o nella vita civile o nelle organizzazioni militari sorelle, la Guyana People's Militia (ora 2º Battaglione fanteria del Gruppo di Riserva) e il Guyana National Service.

## Ruolo della GDF
- Difendere l'integrità territoriale della Guyana.
- Assistere il potere civile per il mantenimento della legge e dell'ordine quando richiesto di farlo.
- Contribuire allo sviluppo economico della Guyana.

## Organizzazione

Colori della GDF

- 1st Infantry Battalion Group
- 3rd Infantry Battalion
- Guyana People's Militia
- 31 Special Forces Squadron
- 21st Artillery Company
- Engineer Battalion
- Signals Corps
- Defence Headquarters
- Training Corps
- Intelligence Corps
- Coast Guard
- Band Corps
- Medical Corps
- Air Corps

### 1st Infantry Battalion Group
Negli anni '80, il Guyana National Service fornì battaglioni di fanteria per l'utilizzo da parte della GDF ai fini della sicurezza nazionale. Quei battaglioni vennero amalgamati nel 1988 per formare quello che oggi è il 1st Infantry Battalion Group. L'ormai combinato battaglione è oggi chiamato a svolgere i compiti di protezione del Paese in caso di guerra e di aiutare le autorità locali in situazioni di emergenza.

### GDF Band Corps
Il Guyana Defence Force Band Corps è l'unità musicale ufficiale della GDF il cui ruolo è quello di fornire l'accompagnamento musicale per le funzioni cerimoniali della GDF. I membri provenivano dalle Compagnie di Fucilieri e dalla defunta Volunteer Force e venivano portati fuori durante le parate militari del reggimento. La Guyana Defense Force Steel Band avrebbe presto seguito l'esempio della banda principale dopo la sua fondazione nel 1970, tre anni dopo la fondazione della banda originale.

### Medical Corps
Il Medical Corps fornisce cure mediche e dentistiche a tutti i membri della GDF e alle loro famiglie immediate. Si coordina spesso con il Ministero della Salute affinché le procedure mediche e il protocollo vengano eseguiti in modo efficace. Il corpo è situato nel campo base di Ayanganna che comprende strutture come un laboratorio medico e un laboratorio odontotecnico.

### Capi di stato maggiore
- Acting

| Nr. | Nome (nascita-morte)                                 | Termine del mandato | Termine del mandato | Termine del mandato              | Not.          |
| Nr. | Nome (nascita-morte)                                 | Inizio del mandato  | Fine del mandato    | Tempo in carica                  | Not.          |
| --- | ---------------------------------------------------- | ------------------- | ------------------- | -------------------------------- | ------------- |
| 1   | Colonnello Ronald Pope                               | maggio 1967         | marzo 1969          | 1º maggio 1967-1º marzo 1969     | [ 9 ]         |
| 2   | Brigadiere Clarence Price (1922–?)                   | marzo 1969          | 12 luglio 1979      | 1º marzo 1969-12 luglio 1979     | [ 10 ]        |
| 3   | Maggior generale Norman Gordon Mc Lean (1935–?)      | 12 luglio 1979      | marzo 1990          | 12 luglio 1979-1º marzo 1990     | [ 11 ]        |
| 4   | Maggior generale Joseph Singh (1945–?)               | marzo 1990          | aprile 2000         | 1º marzo 1990-1º aprile 2000     | [ 12 ]        |
| 5   | Maggior generale Michael Atherly                     | aprile 2000         | 31 maggio 2004      | 1º aprile 2000-31 maggio 2004    | [ 13 ]        |
| 6   | Maggior generale Edward Orin Collins (nato nel 1945) | 31 maggio 2004      | 2007                | 2004-2007                        | [ 14 ]        |
| 7   | Retroammiraglio Gary Best (Nato nel 1959)            | 2007                | settembre 2013      | 2007-2013                        | [ 15 ]        |
| 8   | Brigadiere Mark Phillips                             | settembre 2013      | 3 ottobre 2016      | 1º settembre 2013-3 ottobre 2016 | [ 16 ]        |
| 9   | Brigadiere George Lewis                              | 3 ottobre 2016      | 10 gennaio 2017     | 3 ottobre 2016-10 gennaio 2017   | [ 17 ]        |
| 10  | Brigadiere Patrick West                              | 10 gennaio 2017     | 1º luglio 2020      | 10 gennaio 2017-1º luglio 2020   | [ 18 ]        |
| 11  | Brigadiere Godfrey Bess                              | 1º luglio 2020      | 4 marzo 2021        | 1º luglio 2020-4 marzo 2021      | [ 19 ] [ 20 ] |
| 11  | Brigadiere Godfrey Bess                              | 4 marzo 2021        | In carica           | 4 marzo 2021-                    | [ 19 ] [ 20 ] |

## Equipaggiamento dell'esercito

### Armi di fanteria
- Walther PPK  Germania
- M16A2  Stati Uniti
- Type 56  Cina
- Type 63 assault rifle  Cina
- AKM Unione Sovietica
- AK 47 Unione Sovietica
- Heckler & Koch G3 Germania
- FN MAG Belgio
- RPG-7 Unione Sovietica

### Veicoli corazzati
- 10 Ford F-350 Stati Uniti
- 4 Shorland  Regno Unito
- 6 EE-9 Cascavel  Brasile
- 12 EE-11 Urutu  Brasile

### Artiglieria e mortai
- 12 obici trainati D-30 122mm  Unione Sovietica
- 06 obici trainati M-46 130mm  Unione Sovietica
- 12 mortai L16 81mm  Regno Unito
- 18 mortai M-43 82mm  Unione Sovietica
- 18 mortai M1938 120mm  Unione Sovietica
- 06 cannoni senza rinculo Type 65 82mm  Cina
- 06 lanciarazzi multipli Type 63  Cina
- 06 cannoni antiaerei ZPU 4x 14.5 mm  Unione Sovietica
- 18 lanciatori di 100 missili SA-7 Grail MANPAD  Unione Sovietica

## Inventario dell'Aeronautica

Emblema del GDF Air Corps

La Forza Aerea di Difesa venne costituita nel 1968 e venne poi rinominato Guyana Defence Force Air Command nel 1973. Sei Britten-Norman BN-2A Islander vennero consegnati nel corso di un periodo di cinque anni negli anni '70 e poi vennero completati da brevi Skyvans serie 3Ms nel 1979. Nel 1986 vennero consegnati 3 Mil Mi-8.

### Aeromobili in uso
Sezione aggiornata annualmente in base al World Air Force di Flightglobal del corrente anno. Tale dossier non contempla UAV, aerei da trasporto VIP ed eventuali incidenti accorsi durante l'anno della sua pubblicazione. Modifiche giornaliere o mensili che potrebbero portare a discordanze nel tipo di modelli in servizio e nel loro numero rispetto a WAF, vengono apportate in base a siti specializzati, periodici mensili e bimestrali. Tali modifiche vengono apportate onde rendere quanto più aggiornata la tabella.
| Aeromobile                         | Origine        | Tipo                              | Versione (denominazione locale) | In servizio (2025) | Note | Immagine |
| Aerei dda pattugliamento marittimo |                |                                   |                                 |                    | |          |
| HAL Dornier Do 228                 | Germania India | aereo da pattugliamento marittimo | Do 228                          | 2                  | 2 Do 228 prodotti dalla indiana HAL, ordinati a gennaio 2023, consegnati il 31 marzo 2024 ed immessi in servizio il 17 novembre dello stesso anno.                           |          |
| Aerei da trasporto                 |                |                                   |                                 |                    | |          |
| Britten Norman BN-2 Islander       | Regno Unito    | aereo da trasporto                | BN-2A                           | 1                  | 6 BN-2A consegnati. |          |
| Short SC.7 Skyvan                  | Regno Unito    | aereo da trasporto                | SC.7 Mk.3M                      | 2                  | 3 SC.7 consegnati a partire dal 1979. 2 SC.7 Mk.3M ordinati nel 2018 e consegnati a luglio 2019.                                                                             |          |
| Harbin Y-12 Panda                  | Cina           | aereo da trasporto                | Y-12                            | 1                  | 1 Y-12 Turbo Panda consegnato. |          |
| Cessna U206 Stationair             | Stati Uniti    | aereo da trasporto                | U206G                           | 1                  | 2 U206 consegnati. |          |
| Beechcraft B350 Super King Air     | Stati Uniti    | aereo da trasporto                | B350                            | 1                  | 1 B350 King Air, sequestrato nell'agosto 2017 che, dopo un lungo iter giudiziario, è stato donato alla GDF e consegnato l'8 luglio 2023. Sarà utilizzato come trasporto VIP. |          |
| Tecnam P2012 Traveller             | Italia         | aereo da trasporto                | P2012                           | 1                  | 1 P2012 preso in consegna in Italia il 14 maggio 2025. |          |
| Elicotteri                         |                |                                   |                                 |                    | |          |
| Bell 206 JetRanger II              | Stati Uniti    | elicottero utility                | Bell 206B                       | 1                  | 4 Bell 206B JetRanger II consegnati. |          |
| Bell 412                           | Stati Uniti    | elicottero utility                | Bell 412EPI                     | 1                  | 2 Bell 412EPI consegnati. Un esemplare perso in un incidente il 6 dicembre 2023.                                                                                             |          |
| Bell 429                           | Stati Uniti    | elicottero utility                | Bell 429                        | 2                  | 2 Bell 429 consegnati. |          |
| RotorWay Exec                      | Stati Uniti    | elicottero utility                | Exec 162F                       | 1                  | 2 Exec 162F consegnati. |          |

### Aeromobili ritirati
- Beechcraft Super King Air - (1975-1992)
- Cessna 182J Skylane - (1982-1994)
- Embraer EMB 110P Bandeirante - (1984 al 1994)
- Helio H-295 Super Courier - (1968-1971)
- Aerospatiale SA-319B Alouette III - (1975-1982)
- Bell 212 - (1976-1994)
- Mil Mi-8 Hip - (1985-1991)

## Guardia costiera

Stemma della GDF Coast Guard

La Guyana Defence Force Coast Guard è la componente navale della Guyana Defence Force.
- 2 dragamine classe River  Regno Unito - la GDFS Essequibo è la ex-Royal Navy Orwell (M2011) 1985 ca.; 890 tonnellate a pieno carico trasferite in Guyana nel 2001
- 4 guardacoste T-44  Stati Uniti - 18 tonnellate a pieno carico; lancia di salvataggio a motore ex-United States Coast Guard[29]
- 2 LCU classe Kimbala  Paesi Bassi
- 7 guardacoste classe Defiant Metal Shark Boats  Stati Uniti - 5 28' e 2 38'[30]